# Psyllobetina locula
Psyllobetina locula là một loài Trichoptera trong họ Hydrobiosidae. Chúng phân bố ở miền Australasia.